# ميخائيل مور (كاتب العمود)
ميخائيل مور (بالإنجليزية: Michael Moore)‏ هو كاتب العمود أسترالي، ولد في 2 أبريل 1950.